# Crack the Shutters
"Crack the Shutters" é uma canção da banda de rock Snow Patrol do álbum A Hundred Million Suns.
A música foi lançada como single na Irlanda em 12 de Dezembro de 2008 e no Reino Unido em 15 de Dezembro.
O CD single foi lançado com uma faixa extra chamada "Cubicles", com uma edição limitada de vinil, apresentando a capa da banda Elbow, "One Day Like This", gravado na BBC.
A música ficou na playlist da BBC Radio 2 pela semana que começou em 6 de Dezembro de 2008, sognofocando que ele irá ser tocado 20 vezes durante a semana.
A banda convidou fãs para desenharam a arte da versão remix do single.

## Faixas
- CD Reino Unido:

1. "Crack the Shutters" (versão do álbum) - 3:20
2. "Cubicles" - 3:11

- Vinil Reino Unido (edição limitada)

1. "Crack the Shutters" (versão do álbum) - 3:20
2. "One Day Like This" (cover do Elbow) - 5:03

- Cd Euro/Austrália:

1. "Crack the Shutters" (versão do álbum) - 3:20
2. "Cubicles" - 3:11
3. "Crack the Shutters" (Haunts remix) - 5:01
4. "Crack the Shutters" (Kid Glove remix) - 4:16
5. "Take Back The City" (video clipe)

- iTunes

1. "Crack the Shutters" (versão do álbum) - 3:20
2. "Crack the Shutters" (Haunts remix) - 5:01
3. "Crack the Shutters" (video clipe)

- Snowpatrol.com Exclusivo

1. "Crack the Shutters" (Kid Glove remix) - 4:16

## Paradas musicais
| Paradas (2008)                                            | Melhor posição |
| --------------------------------------------------------- | -------------- |
| Irlanda (Irish Singles Chart)                             | 50             |
| Suécia (Sverigetopplistan)                                | 29             |
| Reino Unido (UK Singles Chart)                            | 43             |
| Estados Unidos (Billboard Bubbling Under Hot 100 Singles) | 11             |
| Canadá (Billboard Hot Canadian Digital Singles)           | 58             |
| Paradas (2009)                                            | Melhor posição |
| Áustria (Ö3 Austria Top 40)                               | 32             |
| Bélgica Ultratop 50 (Flanders)                            | 42             |

| Paradas (2009)                                     | Melhor posição |
| -------------------------------------------------- | -------------- |
| Alemanha (Media Control Charts)                    | 28             |
| Países Baixos (Dutch Top 40)                       | 14             |
| Irlanda Singles Chart                              | 32             |
| Suíça (Schweizer Hitparade)                        | 72             |
| Bélgica Ultratip (Valônia)                         | 19             |
| Reino Unido (UK Singles Charts)                    | 50             |
| Estados Unidos (Billboard Triple A Tracks)         | 1              |
| Estados Unidos (Billboard Hot Adult Top 40 Tracks) | 37             |
| Europa (Billboard Eurochart Hot 100 Singles)       | 65             |
| Japão (Billboard Japan Hot 100)                    | 67             |